# Glenea rufopunctata
Glenea rufopunctata é uma espécie de escaravelho da família Cerambycidae. Foi descrita por Charles Joseph Gahan em 1907. É conhecida a sua existência em Sumatra. Contém as variedades Glenea rufopunctata var. semifusca.